# Star Wars: Visions
Star Wars: Visions (prt: Star Wars: Visões) é uma série de antologia animada criada para o serviço de streaming americano Disney+. Produzida pela Lucasfilm Animation, a série consiste em várias histórias originais ambientadas ou inspiradas no universo de Star Wars.
O primeiro volume de nove curtas-metragens de anime foi produzido por sete estúdios de animação japoneses: Kamikaze Douga, Studio Colorido, Geno Studio, Trigger, Kinema Citrus, Production I.G e Science SARU. Os criadores de cada estúdio tiveram liberdade para repensar as ideias de Star Wars como bem entendessem, enquanto recebiam orientação da equipe executiva da Lucasfilm. O volume foi lançado em 22 de setembro de 2021 e foi recebido positivamente pelos críticos.
Um segundo volume com curtas de estúdios de animação no Japão, Índia, Reino Unido, Irlanda, Espanha, Chile, França, África do Sul e Estados Unidos será lançado no início de 2023.

## Premissa
Star Wars: Visions é uma coleção de curtas-metragens animados, apresentados "na visão dos melhores criadores de anime do mundo", que oferece uma nova e diversificada perspectiva sobre Star Wars. Criados fora das restrições do cânone tradicional da franquia, os filmes proporcionam liberdade criativa a cada diretor e estúdio de produção, mantendo a fidelidade aos temas e à identidade emocional da saga Star Wars.

## Elenco e Personagens
O elenco de dubladores em japonês e inglês foi anunciado em agosto de 2021. Ainda não há informação de dublagem em português
The Duel: Brian Tee (Ronin), Lucy Liu (Bandit Leader), Jaden Waldman (Village Chief)
Tatooine Rhapsody: Joseph Gordon-Levitt (Jay), Bobby Moynihan (Geezer), Temuera Morrison (Boba Fett), Shelby Young (K-344), Marc Thompson (Lan)
The Twins: Neil Patrick Harris (Karre), Alison Brie (Am), Jonathan Lipow (B-20N)
The Village Bride: Karen Fukuhara (F), Nichole Sakura (Haru), Christopher Sean (Asu), Cary-Hiroyuki Tagawa (Valco), Andrew Kishino (Izuma), Stephanie Sheh (Saku)
The Ninth Jedi: Kimiko Glenn (Kara), Andrew Kishino (Juro), Simu Liu (Zhima), Masi Oka (Ethan), Greg Chun (Roden), Neil Kaplan (Narrator), Michael Sinterniklaas (Hen Jin)
T0-B1: Jaden Waldman (T0-B1), Kyle Chandler (Mitaka)
The Elder: David Harbour (Tajin), Jordan Fisher (Dan), James Hong (The Elder)

### Lop & Ochō
- Anna Cathcart como Lop
- Hiromi Dames como Ocho
- Paul Nakauchi como Yasaburo
- Kyle McCarley como Imperial Officer

### Akakiri
- Henry Golding como Tsubaki
- Jamie Chung como Misa
- George Takei como Senshuu
- Keone Young como Kamahachi
- Lorraine Toussaint como Masago

## Episódios
| N.º | Título                                                              | Dirigido por     | Escrito por                     | Animado por                   | Lançamento             |
| --- | ------------------------------------------------------------------- | ---------------- | ------------------------------- | ----------------------------- | ---------------------- |
| 01  | "The Duel" "Dyueru" デュエル                                        | Takanobu Mizuno  | Takashi Okazaki                 | Kamikaze Douga                | 22 de setembro de 2021 |
| 02  | "Tatooine Rhapsody" "Tatuīn Rapusodi" タトゥイーン・ラプソディ      | Taku Kimura      | Yasumi Atarashi                 | Studio Colorido (Twin Engine) | 22 de setembro de 2021 |
| 03  | "The Twins" "Tsuinzu" ツインズ                                      | Hiroyuki Imaishi | Hiromi Wakabayashi              | Studio Trigger                | 22 de setembro de 2021 |
| 04  | "The Village Bride" "Mura no Hanayome" 村の花嫁                     | Hitoshi Haga     | Takahito Oonishi e Hitoshi Haga | Kinema Citrus                 | 22 de setembro de 2021 |
| 05  | "The Ninth Jedi" "Kyū Hitome no Jedai" 九人目のジェダイ             | Kenji Kamiyama   | Kenji Kamiyama                  | Production I.G                | 22 de setembro de 2021 |
| 06  | "T0-B1" T0-B1                                                       | Abel Góngora     | Yuichiro Kido                   | Science SARU                  | 22 de setembro de 2021 |
| 07  | "The Elder" "Erudā" エルダー                                        | Masahiko Otsuka  | Masahiko Otsuka                 | Studio Trigger                | 22 de setembro de 2021 |
| 08  | "Lop and Ochō" "Norausa Roppu to Hiō Ochō" のらうさロップと緋桜お蝶 | Yuki Igarashi    | Sayawaka                        | Geno Studio (Twin Engine)     | 22 de setembro de 2021 |
| 09  | "Akakiri" 赤霧                                                      | Eunyoung Choi    | Yuichiro Kido                   | Science SARU                  | 22 de setembro de 2021 |

## Produção

### Desenvolvimento
O desenvolvimento do projeto Star Wars: Visions começou quando James Waugh, vice-presidente de conteúdo de franquia da Lucasfilm, apresentou a ideia a Kathleen Kennedy no início de 2020. Para facilitar a produção internacional, a Lucasfilm colaborou com o produtor independente Justin Leach e sua empresa Qubic Pictures, que ajudou a facilitar as discussões entre os executivos norte-americanos e os estúdios japoneses; isso se tornou particularmente importante durante a pandemia de COVID-19, quando as reuniões colaborativas presenciais planejadas tiveram que ser canceladas. A produção dos curtas ocorreu no Japão ao longo de 2020 e 2021.
No dia 10 de dezembro de 2020, foi anunciado que Star Wars: Visions serie uma série de antologia em forma de anime, composta por dez curta-metragens, cada uma com um criador diferente, e se passaria no universo de Star Wars. Uma prévio foi mostrada pelo produtor Kanako Shirasaki e os produtores executivos na Anime Expo Lite em julho de 2021. No evento, foi revelado que o número de episódios foi reduzido de dez para nove, devido ao fato de The Ninth Jedi originalmente ter sido desenvolvido como dois filmes separados e, posteriormente, combinado em algo em uma escala maior.
As histórias de Star Wars: Visions não têm a obrigação de se apegar à linha do tempo de Star Wars pré-definida:

Nós realmente queríamos dar a estes criadores uma acomodação de ampla criatividade para explorarem todo o potencial da galáxia de "Star Wars" através da visão única de um anime. Chegamos à conclusão de que queríamos que fosse o mais autêntico possível aos estúdios e criadores que estão fazendo [os episódios], feitos através de seu processo único, em um meio em que eles são especialistas. Então a ideia era, essa é a visão deles demonstrarem todos os elementos da galáxia de "Star Wars" que os inspirou — com a esperança de fazer uma série antológica realmente incrível, diferente de tudo que já vimos antes na galáxia de "Star Wars".— James Waugh
A história de The Duel foi especificamente registrada como "uma história alternativa retirada de uma lenda japonesa". Lop and Ochō se passa durante o reinado do Império Galáctico, entre A Vingança dos Sith e Uma Nova Esperança. The Elder é ambientado "algum tempo antes" de A Ameaça Fantasma, enquanto The Twins envolve os "restantes do Exército Imperial", após os eventos de A Ascenção Skywalker. The Ninth Jedi explora "o que se tornaram os Cavaleiros Jedi" depois de A Ascenção Skywalker; o diretor Kenji Kamiyama estava particularmente focado em querer usar "os sons originais do sabre de luz" que são conhecidos pelas crianças em todo o mundo. Para T0-B1, o diretor Abel Góngora procurou combinar elementos visuais e narrativos da trilogia clássica com os de anime clássico traçando paralelos entre o anime e o mangá dos anos 1960 e a tradição cinematográfica do final dos anos 1970. Ao planejar seu filme Akakiri, a diretora Eunyoung Choi observou que "criar visuais que combinassem as lições do estilo de conto de fadas de Star Wars com a tecnologia avançada encontrada neste universo... era particularmente importante."
Um segundo volume de Visions foi anunciado na Star Wars Celebration em maio de 2022 e incluirá curtas de estúdios com sede no Japão, Índia, Reino Unido, Irlanda, Espanha, Chile, França, África do Sul e Estados Unidos. Waugh descreveu o segundo volume como "uma celebração da incrível animação acontecendo em todo o mundo".

### Música
Em julho de 2021, foi revelado que Kevin Penkin iria compor a trilha sonora para The Village Bride.

## Lançamento
Star Wars: Visions foi lançado em 22 de setembro de 2021 no Disney+. De 21 a 27 de setembro, a Disney exibiu The Village Bride junto com filmes em cartaz no El Capitan Theatre em Los Angeles. Em novembro, o estúdio havia enviado o filme para consideração do Oscar de Melhor Curta-Metragem de Animação. O segundo volume de curtas será lançado no início de 2023.

### Mídia relacionada
Em março de 2021, foi anunciado que a Del Rey Books iria publicar Ronin: A Visions Novel, um romance original escrito por Emma Mieko Candon, que se apoia sobre a história de The Duel. O lançamento está previsto para o dia 12 de outubro de 2021.